# L'Or du pirate

L'Or du pirate (titre original : The Pirate's Gold) est un film muet américain réalisé par D. W. Griffith, sorti en 1908.

## Synopsis
Alors qu'il est sur le point de se suicider, un jeune homme découvre un trésor.

## Fiche technique
- Titre : L'Or du pirate
- Titre original : The Pirate's Gold
- Réalisation : D. W. Griffith
- Scénario : D. W. Griffith et Stanner E. V. Taylor
- Société de production et de distribution : American Mutoscope and Biograph Company[1]
- Photographie : G. W. Bitzer et Arthur Marvin
- Pays de production :  États-Unis
- Format[2] : Noir et blanc - Muet - 1,33:1 ou 1,37:1[3] - 35 mm[3],[4]
- Longueur de pellicule : 966 pieds (294 mètres[4])
- Durée : 16 minutes (à 16 images par seconde)[2]
- Date de sortie : 6 novembre 1908

## Distribution
Les noms des personnages proviennent de l'Internet Movie Database.
- Linda Arvidson : Mme Wilkinson
- George Nichols
- Anthony O'Sullivan
- Florence Lawrence
- Arthur V. Johnson
- George Gebhardt : le jeune Wilkinson[3],[5]
- Mack Sennett : un pirate[3],[5]

## Autour du film
- Les scènes du film ont été tournées les 8 et 10 octobre 1908 dans le studio de la Biograph à New York et à Sea Bright, dans le New Jersey.